# 가와카미 류
가와카미 류(일본어: 川上 竜, 1994년 10월 25일~)는 일본의 축구 선수이다.

## 구단 경력
그는 2017년 J3리그의 후쿠시마 유나이티드 FC에 입단했다. 2018년 기라반츠 기타큐슈로 이적했다. 2019년 J3리그 준우승으로 J2리그로 승격했다. 2020년까지 76경기에 출전하여, 2득점을 넣었다. 2021년 SC 사가미하라로 이적했다. 2021년후 J3리그에 강등했다. 2023년부터 2024년까지 J3리그의 FC 기후에서 뛰었다. 2025년 J1리그의 FC 오사카로 이적했다.